# 市川翠扇 (4代目)
四代目 市川 翠扇（いちかわ すいせん、1979年5月26日 - ）は日本の日本舞踊家、女優。本名は堀越 智英子（ほりこし ちえこ）。

## 来歴
歌舞伎役者の父・十二代目市川團十郎と着物デザイナー・コーディネーターの母・希実子との間に生まれる。兄に歌舞伎役者の十三代目市川團十郎白猿がいる。
2006年8月に日本舞踊市川流の三代目市川ぼたんを襲名。8月22日・23日に東京・三宅坂の国立劇場で行われた「市川流舞踊会」で襲名披露。父の團十郎と共に『鏡獅子』『京人形』を踊る。
2008年、草彅剛主演の舞台『瞼の母』で女優デビュー。
2019年8月3日に四代目市川翠扇を襲名。
2021年、芸術選奨新人賞を受賞。

## 出演

### 舞台
- 瞼の母（2008年、世田谷パブリックシアター）

### テレビ番組
- 名門に生まれるということ…〜市川海老蔵・宿命と苦悩の物語〜（2007年10月14日、フジテレビ）
- 復活の日（2009年1月14日、TBS）
- ありがとう、お父さん 〜市川團十郎の娘より〜 （2015年2月7日、フジテレビ）[7]

## 著作
- 『ありがとう、お父さん 市川團十郎の娘より』（扶桑社） 2015年1月 ISBN 978-4594070496